# Maria från Egypten
Denna artikel handlar om det kristna helgonet Maria från Egypten. För den judiska alkemisten, se Maria från Alexandria
Heliga Maria från Egypten, eller Heliga Maria Egyptiskan, född omkring 344 i Egypten, död 421 i den transjordanska öknen i Palestina, är ett helgon som vördas i de orientaliska kyrkorna, de ortodoxa och Katolska kyrkan. 

## Biografi
Berättelsen om Heliga Maria från Egypten bygger huvudsakligen på den biografi över henne som Sofronios, patriark av Jerusalem, skrev drygt två hundra år efter hennes död, men det förekommer även muntligt traderade legender. Enligt berättelsen skall hon ha rymt hemifrån när hon var tolv år, begett sig till Alexandria där hon levde som sångerska, aktris och kurtisan, och som efter sjutton år i synd beslutade sig för att leva som en eremit i öknen, där hon sedan dog. Hennes omvändelse skedde framför Jungfru Marias ikon, och under hennes fortsatta liv vägleddes hon och beskyddades av Jesu moder. Hon skall enligt legenden ha levat i fyrtiosju år i öknen, utan sällskap, men utsatt för allehanda frestelser och prövningar. Under hennes fyrtiosjunde år som eremit träffade en helig man vid namn Zosimus henne av en tillfällighet under fastan.
I Den heliga gravens kyrka i Jerusalem finns ett kapell dedicerat till henne, eftersom det sägs ha varit där hennes omvändelse ägde rum.